# Ксанф (сын Триопа)
Ксанф (др.-греч. Ξάνθος) — персонаж древнегреческой мифологии. Сын Триопа и Ореасиды. Царствовал над аргосскими пеласгами, захватил часть Ликии. Позже переселился на бывший ранее пустынным Лесбос и назвал остров Пеласгией, тогда как ранее он назывался Исса. 7 поколений спустя произошел Девкалионов потоп.